# Reederei Speck
Die Reederei Speck ist eine deutsche Reederei mit Sitz in Hörsten. 
Das Unternehmen bereedert derzeit drei knapp hundert Meter lange Mehrzweckschiffe. Die Schiffe fahren unter der Flagge von Antigua und Barbuda mit Heimathafen St. John’s.
Die Schiffe fahren in Charter für das schwedische Unternehmen Thor Shipping & Transport.

## Flotte
| Name  | Schiffstyp     | IMO-Nr. | Länge in m | Breite in m | Verbleib     |
| ----- | -------------- | ------- | ---------- | ----------- | ------------ |
| Frej  | Sietas Typ 154 | 9101156 | 97,27      | 15,90       | in Fahrt     |
| Odin  | Sietas Typ 154 | 9101144 | 97,27      | 15,90       | in Fahrt     |
| Alrek | KWC 360        | 9330953 | 99,58      | 16,90       | in Fahrt     |
| Agila | Sietas Typ 154 | 9113707 | 97,27      | 15,90       | verschrottet |

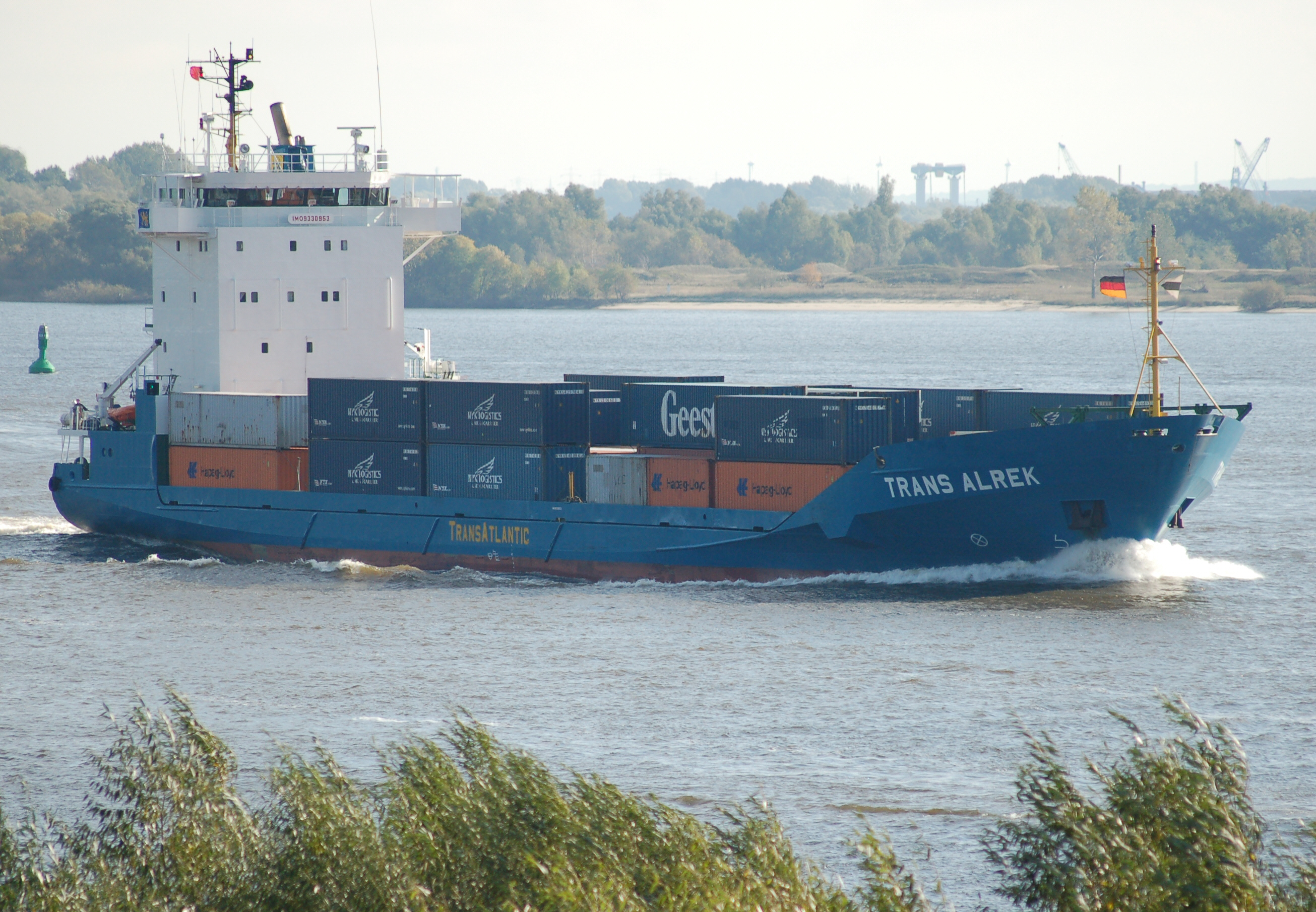
Alrek
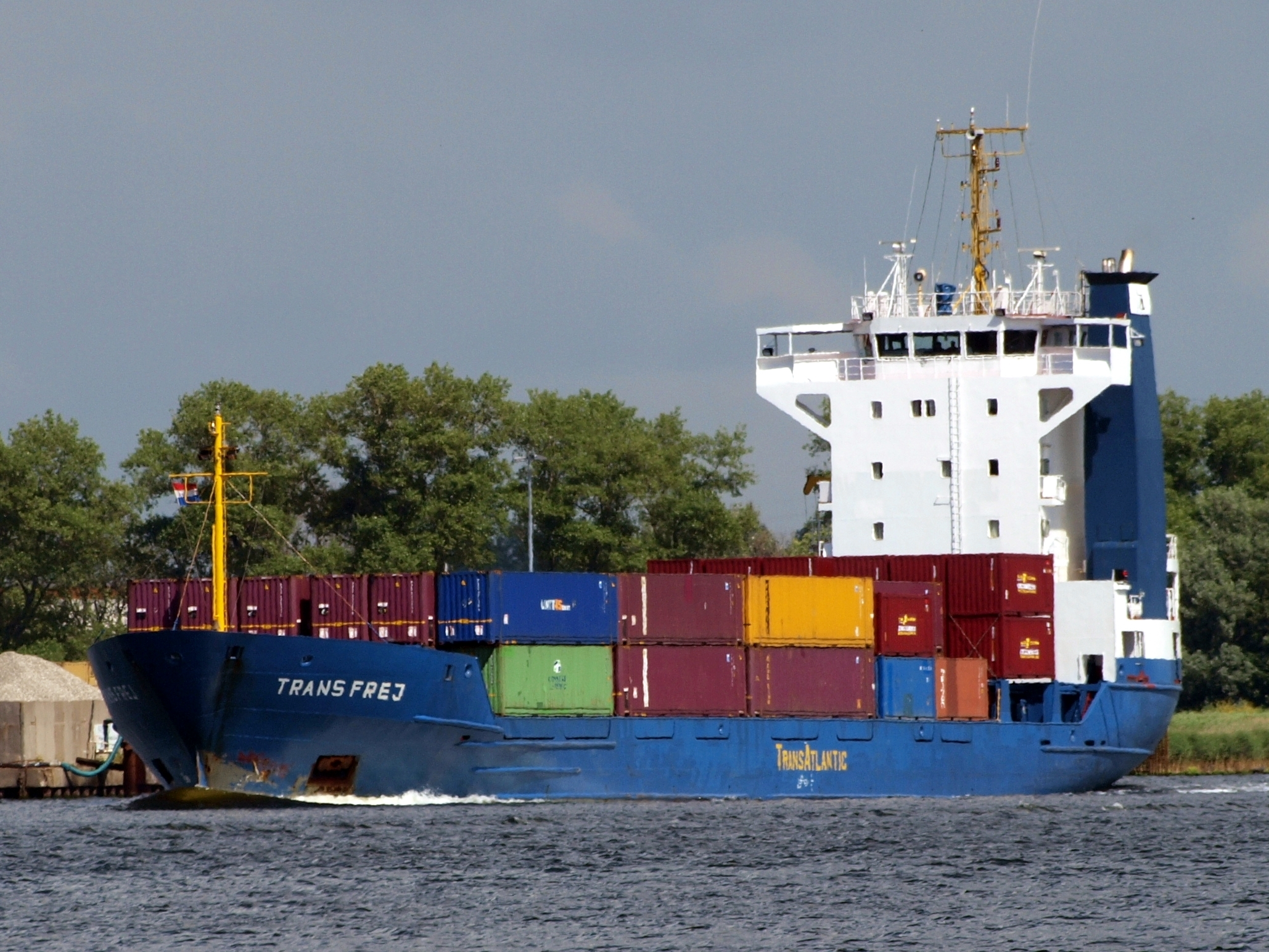
Frej
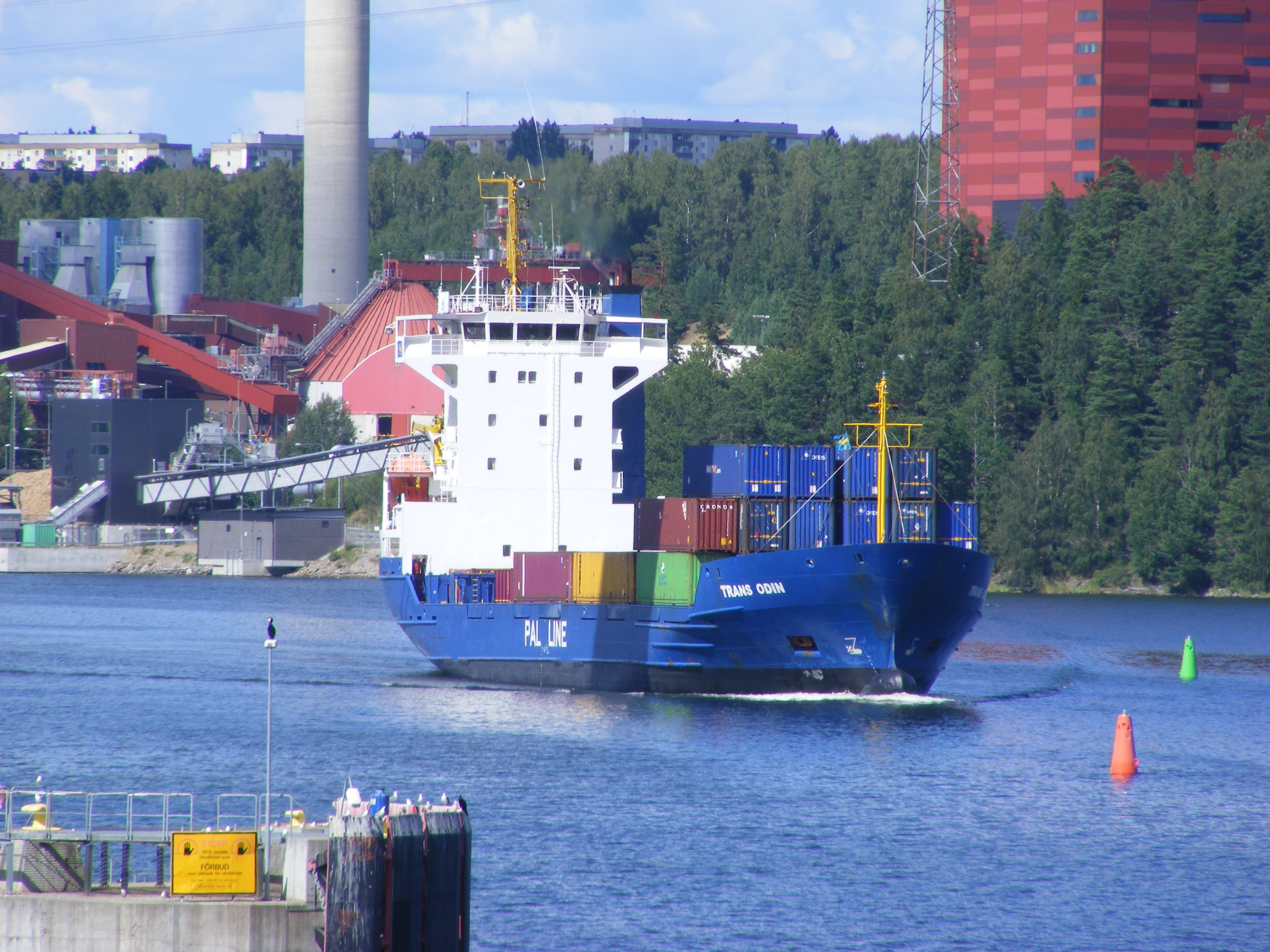
Odin
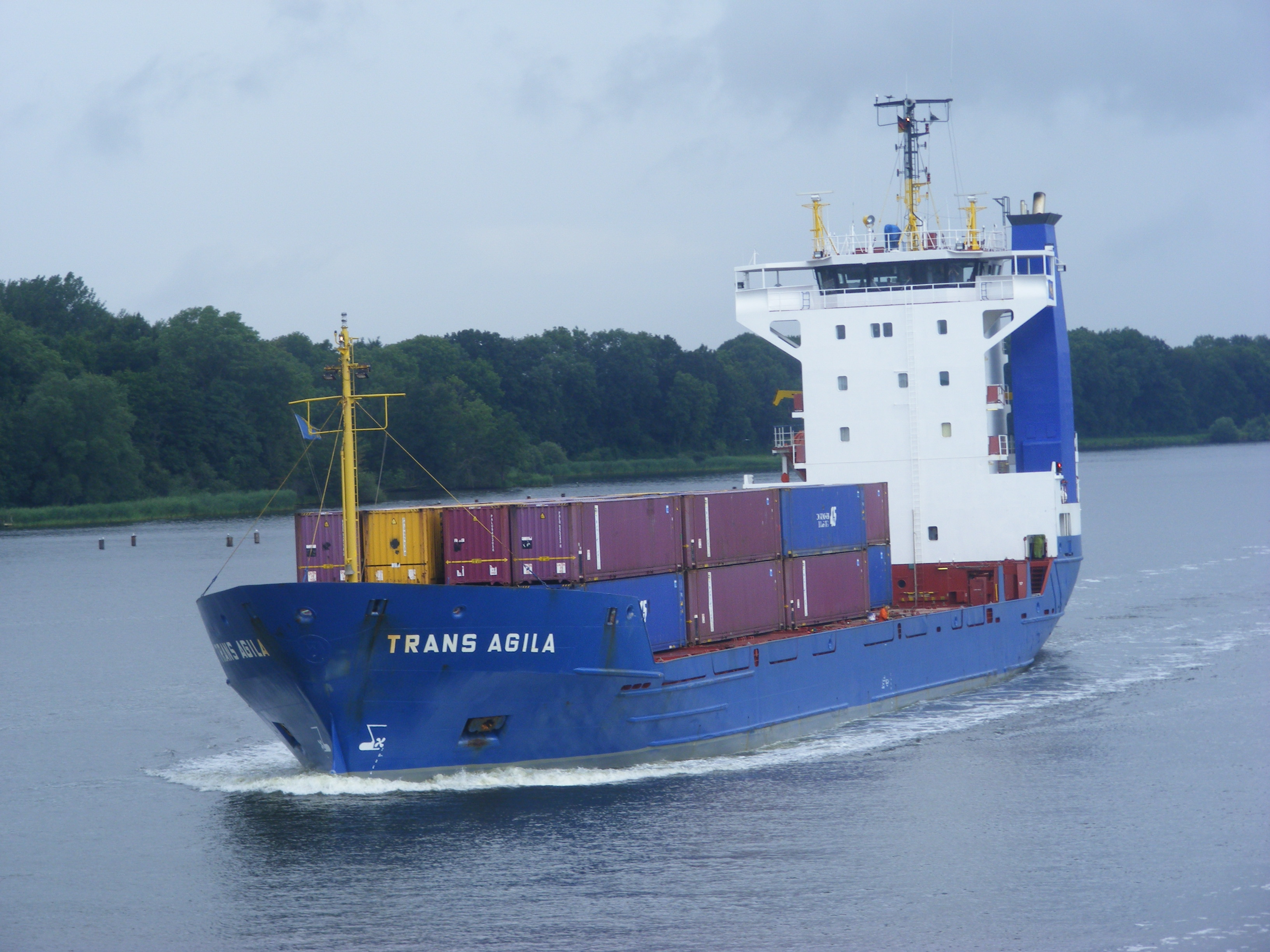
Agila